# レアンドロ・ロ
レアンドロ・ペレイラ・ド・ナシメント・ロ（Leandro Pereira do Nascimento Lo、1989年5月11日 - 2022年8月7日）は、ブラジルの柔道家。ブラジリアン柔術の王者として鳴らし、柔術世界チャンピオンに8度輝いた。
世界大会、パン・アメリカン選手権、ブラジル全国柔術選手権でもタイトルを獲得しており、2011年から2013年までコパ・ポディオで無敗であった。

## 生涯
ブラジル・サンパウロのシセロ・コスタ・アカデミーでシセロ・コスタのもとで黒帯を取得した。2015年、ニュースクール「NS」ブラザーフッドチームを創設。『これまでマットを飾った中で最高の一人』と評価されるようになった。

### 死去
サンパウロ市内のクラブで、非番の警察官に頭を撃たれ死亡した。33歳没。柔術の経験がある男が絡んできたという。おとなしくさせるため男を押さえ込んだが、解放後に拳銃で至近距離から頭を撃たれた。